# Ianus (zeu)
Ianus (sau Ianus bifrons) este una din cele mai vechi divinități din mitologia romană, zeul ușilor, al sărbătorilor și riturilor de trecere și al fenomenelor de tranziție. Luna ianuarie îi poartă numele.

## Istoric
Conform mitologiei, Ianus a fost fiul lui Saturn. Ca rege a domnit în Latium în epoca de aur. După moarte a fost divinizat fiindcă sădise în supușii săi moralitatea și evlavia. Ca zeu protector al Romei i se atribuia un miracol care a salvat cetatea de o invazie a sabinilor: în timp ce dușmanii se pregăteau să treacă peste zidurile Capitoliului, Ianus a făcut să țâșnească în fața lor un șuvoi fierbinte, care i-a silit să se retragă. În amintirea acestui fapt persista la Roma obiceiul de a lăsa în timp de război porțile templului lui Ianus deschise, pentru a-i da posibilitate zeului să vină în ajutorul romanilor. În timp de pace ele se închideau.

## Iconografie
Ianus este înfățișat cu două fețe opuse: una cu privirea înainte, cealaltă, înapoi.